# John Popham (soldat)
Sir John Popham, né vers 1395 et mort en 1463, est un commandant militaire, diplomate et parlementaire anglais qui a pris part à la guerre de Cent Ans.

## Biographie
Constable au château de Southampton dans les années 1410, il prend part à l'expédition militaire menée par le roi Henri V contre la France en 1415, et est à la tête d'un contingent de trente hommes d'armes et de quatre-vingt-dix archers. Il est fait chevalier sur le champ de bataille à Azincourt cette même année. Il participe à la conquête anglaise de la Normandie en 1417, et est nommé bailli de Caen. Il est par la suite nommé chancelier de l'Anjou et du Maine. De 1435 à 1436, puis à nouveau dans les années 1440, il est membre du conseil du duc d'York en Normandie. En 1437 il est nommé trésorier de la Cour d'Angleterre. Il est nommé ambassadeur dans les négociations de paix avec la France en 1438-1439,.
Député de son comté natal du Hampshire à la Chambre des communes du Parlement d'Angleterre pour le parlement de 1439, il l'est également au parlement de novembre 1449, et à cette occasion ses pairs l'élisent président de la Chambre des communes. Le contexte est tendu : En Normandie, les armées anglaises battent en retraite face aux Français, qui viennent d'ailleurs de reprendre la ville de Rouen. Il est probable que John Popham soit choisi par ses pairs en raison de son expérience militaire, pour présider les discussions aux communes en réponse à cette crise. Il prie toutefois le roi Henri VI de l'excuser de cette fonction, invoquant sa santé déclinante. Cas unique, le roi accepte, et William Tresham le remplace à la présidence de la Chambre. À l'entame de la guerre des Deux Roses en 1455, les Yorkistes le font écarter de la Cour et font réduire sa pension. Il meurt en 1463 sans jamais s'être marié,.